# Американо-эритрейские отношения
Американо-эритрейские отношения — двусторонние дипломатические отношения между Соединёнными Штатами Америки (США) и Эритреей. Нтали Э. Браун — действующий посол США в Эритрее.

## История
В 1942 году правительство США открыло консульство в Асмэре. В 1953 году правительство США подписало Договор о взаимной обороне с Эфиопией, что предоставило Соединённым Штатам контроль над крупной британской военной базой связи в Кагнью около Асмэры. В 1960-х годах в Кагнью находилось 1700 американских военнослужащих. В 1970-х годах технический прогресс в области спутниковой связи делал станцию связи в Кагнью все более устаревшей.
В 1974 году на станции Кагнью резко сократилась численность персонала. В начале 1977 года Соединённые Штаты проинформировали правительство Эфиопии о своем намерении окончательно закрыть станцию к 30 сентября 1977 года. Тем временем отношения США с режимом Менгисту Хайле Мариама ухудшились. В апреле 1977 года Менгисту аннулировал договор о взаимной обороне 1953 года и приказал сократить персонал США в Эфиопии, включая закрытие  центра связи в Кагнью и консульства в Асмэре. В августе 1992 года Соединённые Штаты вновь открыли свое консульство в Асмэре, укомплектованное одним офицером. 27 апреля 1993 года США признали Эритрею независимым государством, а 11 июня были установлены дипломатические отношения с назначением поверенного в делах. Позднее в том же году прибыл первый посол США.
Интересы США в Эритрее включают в себя: укрепление мирных взаимоотношений с Эфиопией, поощрение прогресса в создании демократической политической культуры, поддержку усилий Эритреи по конструктивному участию в решении региональных проблем и продвижение экономических реформ.
Посольство США находится в Асмэре. Стивен Уокер был временным поверенным в делах посольства США в Асмэре с декабря 2019 года.